# Pierre Kartner
Pierre Kartner (født 11. april 1935, død 8. november 2022) var en hollandsk musiker, der skrevet omkring 1600 sange.

## Biografi
Pierre Kartner vandt som 8-årig en sangkonkurrence, og det satte gang i musikkarrieren. Internationalt var Pierre Kartner bedst kendt for at have skrevet "Smølfesangen", som blev indspillet i 30 sprog, heriblandt dansk af Johnny Reimar. Pierre Kartner skrev også musikken til Mumitroldene-tv-serien, der bl.a. har været vist på dansk TV2.

### Eurovision Song Contest 1973 og 2010
I 1973 skrev Pierre Kartner "De Oude Muzikant" (Den Gamle Musiker), som blev det hollandske bidrag til den internationale finale i Luxembourg. Sangen blev fremført af Ben Cramer, men fik kun en 14. plads. 37 år senere blev Pierre Kartner bedt, af den hollandske tv-station TROS, om at skrive hollandsk Eurovision bidrag i 2010. Dette skabte en del ballade i Holland, da mange mente at Pierre slet ikke havde finger på moderne musik, og af andre hollandske sangskrivere blev der påpeget at selvom Pierre havde skrevet en række hits, så var det mange år siden. Resultatet blev "Ik Ben Verliefd, Shalalie", og det blev kritikken ikke mindre af, da sangen viste sig at være en meget typisk schlager, der i høj grad henvendte sig til at ældre publikum.